# USS Saco (YT-31)
USS Saco – amerykański holownik będący w służbie na początku XX wieku. Drugi okręt United States Navy noszący tę nazwę.
Parowy holownik "Alexander Brown" został zbudowany w 1912 dla firmy Aransas Dock and Channel Company, Aransas Pass, Teksas przez firmę A.C. Brown and Son, Tottenville (New York). Został nabyty przez Marynarkę 30 września 1918 i otrzymał oznaczenie SP-2725.
Zakupiony z przeznaczeniem na holownik portowy w Naval Air Station w Key West operował tam jako "Alexander Brown" do 24 listopada 1920, gdy został przemianowany na "Saco" i otrzymał numer klasyfikacyjny YT-31. Kontynuował służbę holowniczą do czasu skreślenia z listy okrętów Marynarki 22 października 1926. Został sprzedany 3 maja 1927 firmie N. Block and Company z Norfolk.